# بوسانو ویچیا
بوسانو ویچیا (به ایتالیایی: Bussana Vecchia) یک منطقهٔ مسکونی در ایتالیا است که در سانرمو واقع شده‌است. بوسانو ویچیا ۶۶ نفر جمعیت دارد و ۲۰۰ متر بالاتر از سطح دریا واقع شده‌است.